# Anatolisk matta

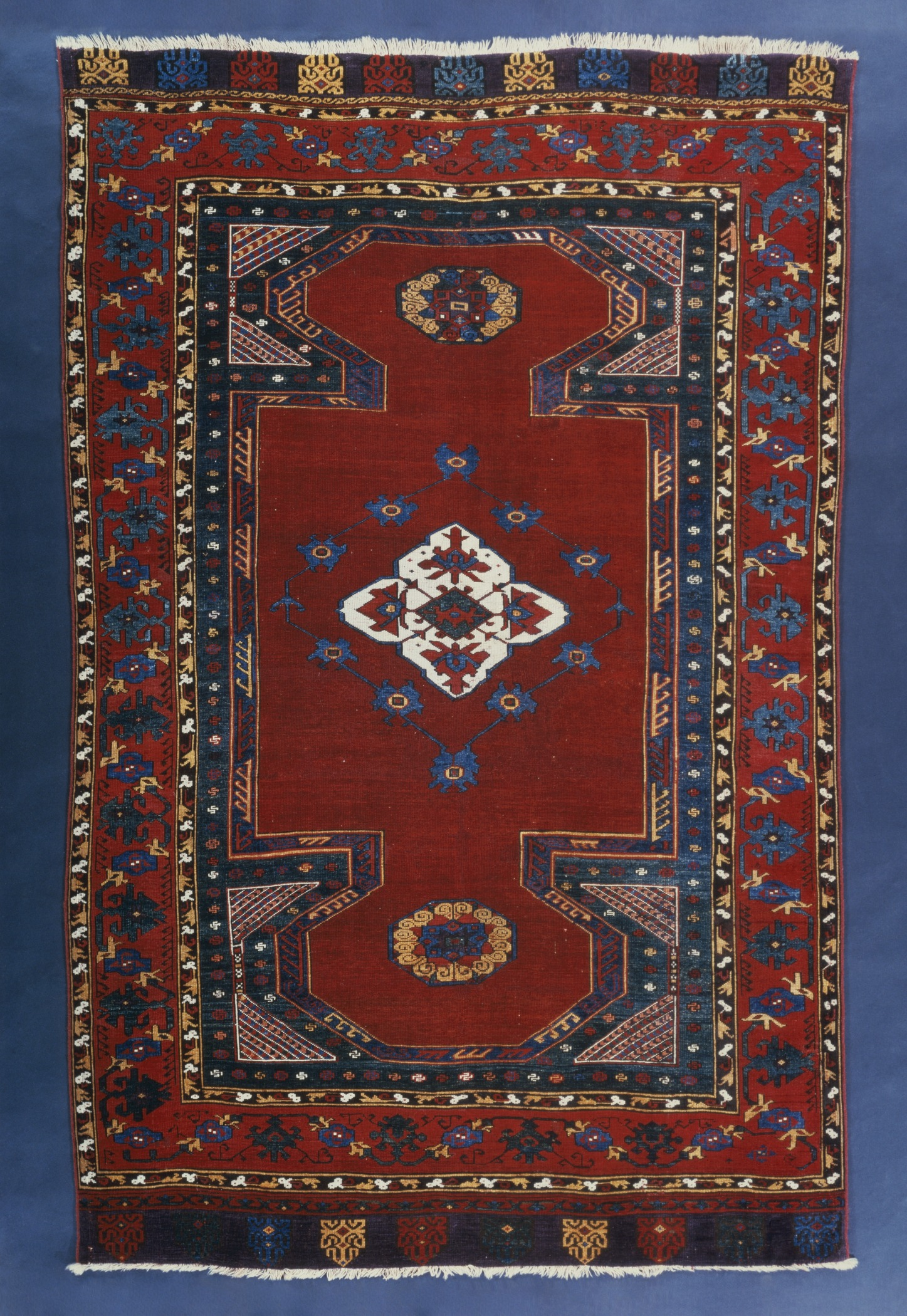
Matta från Konya från andra hälften av 1700-talet

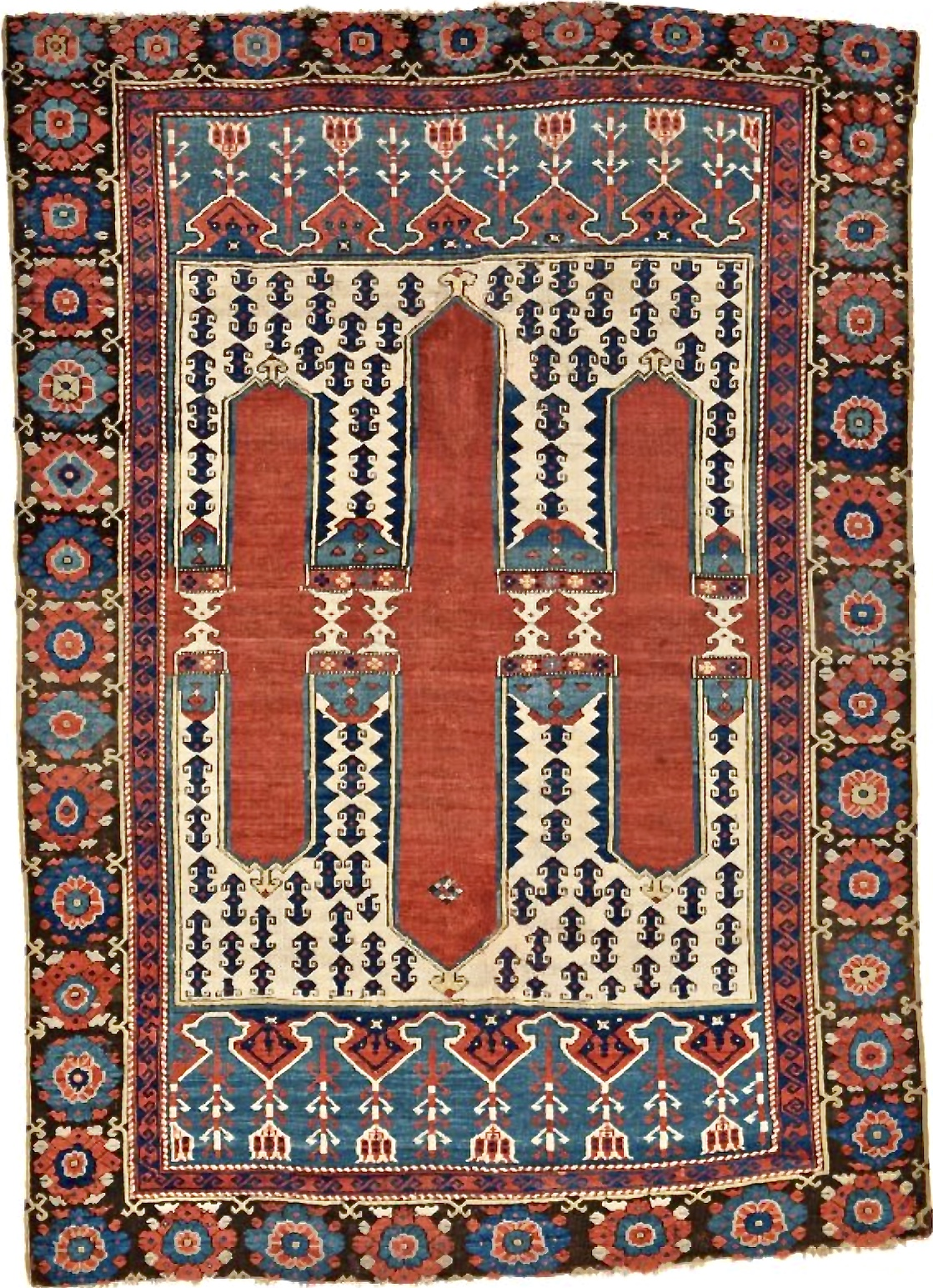
Bergamamatta från första hälften av 1700-talet

Anatoliska mattor är handknutna orientaliska mattor från Anatolien i Turkiet. Materialet är ull, bomull eller silke och de knyts med turkisk knut.
Tidiga exemplar finns avbildade på målningar av Lorenzo Lotto och Hans Holbein den yngre i början av 1500-talet. Deras mönster har efter konstnärerna kommit att kallas Lottomattor och Holbeinmattor. Under en period från 1700-talet fram till omkring 1880, då indigo upphörde att vara tillgängligt på grund av störda handelsförbindelser österut och ersattes av anilinfärger, tillverkades många av de klassiska turkiska bönemattorna som ghiordemattorna, ladikmattorna, kulamattorna och melasmattorna.
Omkring 1880–1922 tillverkades mattor av varierande kvalitet, främst Smyrna-, Isparta- och Sivasmattor.
Efter 1922 skedde en tillbakagång för tillverkningen av handknutna mattor och ersattes av maskinknutna mattor. Enklare by- och nomadmattor fortsatte dock fram till omkring 1950 att tillverkas enligt traditionell teknik. En lyxproduktion av silkesmattor, hovmanufakturmattor som kum-, kapu- och herekemattor har skett parallellt.